# Euclinia longiflora
Euclinia longiflora là một loài thực vật có hoa trong họ Thiến thảo. Loài này được Salisb. mô tả khoa học đầu tiên năm 1808.